# Cornelius Ryan
Cornelius Ryan (5 tháng 6 năm 1920 – 23 tháng 11 năm 1974) là một nhà báo người Ireland và là tác giả nổi tiếng với các tác phẩm về lịch sử quân sự lấy bối cảnh Thế Chiến II: The Longest Day: ngày 6 tháng 6 năm 1944 D-Day (1959), The Last Battle (1966), và A Bridge Too Far (1974).

## Thiếu thời
Ryan chào đời tại Dublin và theo học trường Synge Street CBS, Portobello, Ireland. Ông từng là lễ sinh Nhà thờ St. Kevin, phố Harrington và học violin tại Học viện Âm nhạc Ireland ở Dublin. Ryan chuyển đến Luân Đôn năm 1940, và trở thành phóng viên chiến tranh cho tờ The Daily Telegraph vào năm 1941.
Ban đầu ông đưa tin các cuộc không chiến ở châu Âu, theo sát bốn phi vụ ném bom với phi đoàn VIII và IX Không quân Mỹ (USAAF), rồi sau gia nhập vào Quân đoàn III của Tướng George S. Patton và đưa tin về các hành động trên chiến trường của đoàn quân này cho tới khi kết thúc chiến tranh ở châu Âu. Ông được chuyển sang mặt trận Thái Bình Dương năm 1945, rồi sau tới Jerusalem vào năm 1946.
Ryan đã di cư sang Mỹ vào năm 1947 để làm việc cho tạp chí TIME, phụ trách việc tường thuật về các vụ thử nghiệm vũ khí nguyên tử sau chiến tranh do Mỹ tiến hành ở Thái Bình Dương. Sau đó ông viết phóng sự cho TIME về cuộc chiến của Israel vào năm 1948. Tiếp theo là làm việc cho các tạp chí khác, bao gồm Collier's Weekly và Reader's Digest.
Ông kết hôn với Kathryn Morgan (1925–1993), nữ tiểu thuyết gia và trở thành một công dân Mỹ nhập tịch vào năm 1951.

## Sáng tác
Cornelius Ryan
Trong một chuyến đi đến Normandy năm 1949, Ryan trở nên quan tâm đến việc kể một câu chuyện hoàn chỉnh hơn về Chiến dịch Overlord hơn là đã bản được công bố cho đến nay. Ông bắt đầu quá trình biên soạn thông tin và tiến hành hơn 1000 cuộc phỏng vấn trong khi thu thập các câu chuyện của cả quân Đồng Minh và Đức, cũng như thường dân Pháp.
Năm 1956, ông bắt đầu viết những ghi nhận của mình về Thế Chiến II dành cho cuốn The Longest Day: ngày 6 tháng 6 năm 1944 D-Day, kể về câu chuyện diễn ra cuộc Đổ bộ Normandy ngày D-Day, được xuất bản ba năm sau đó vào năm 1959. Tác phẩm thành công ngay lập tức, và Ryan đã giúp đỡ trong việc viết kịch bản cho bộ phim cùng tên năm 1962. Darryl F. Zanuck đã trả cho tác giả 175.000 USD để được cấp quyền sử dụng cuốn sách này.
Cuốn sách của Ryan xuất bản năm 1957 có tựa đề One Minute to Ditch! nói về vụ đáp xuống mặt nước thành công của chiếc Boeing 377 Stratocruiser thuộc hãng Pan American. Ông đã viết một bài báo về vụ việc đầy hy hữu này cho Collier's trong số ra ngày 21 tháng 12 năm 1956, rồi đưa thêm vào trong sách.
Tác phẩm tiếp theo của ông là The Last Battle (1966), nói về trận Berlin. Cuốn sách bao gồm các tài liệu được kể lại chi tiết từ mọi góc độ: dân thường, Mỹ, Anh, Nga và Đức. Nó liên quan đến tình hình chính trị và quân sự đầy mâu thuẫn vào mùa xuân năm 1945, khi quân Đồng Minh phương Tây và Liên Xô tranh giành cơ hội giải phóng Berlin và chia cắt phần còn lại của nước Đức.
Tác phẩm kế tiếp nhan đề A Bridge Too Far (1974), kể về câu chuyện chiến dịch Market Garden, cuộc tấn công yểu mệnh của lính nhảy dù tại Hà Lan lên đến đỉnh điểm trong trận Arnhem. Tác phẩm này cũng được dựng thành một bộ phim lớn cùng tên năm 1977.
Ryan đã được Pháp trao tặng Bắc Đẩu Bội tinh, và bằng Tiến sĩ danh dự về văn học của Đại học Ohio, nơi lưu trữ Bộ sưu tập Cornelius Ryan (Thư viện Alden). Ông đã được chẩn đoán mắc bệnh ung thư tuyến tiền liệt vào năm 1970, và phấn đấu để hoàn thành nốt A Bridge Too Far trong suốt thời gian bệnh tật. Ông qua đời ở Manhattan, trong khi tham quan tour du lịch quảng bá cuốn sách, A Bridge Too Far, chỉ hai tháng sau khi xuất bản.
Bốn năm sau khi ông qua đời, cuộc chiến chống lại ung thư tuyến tiền liệt của Ryan đã được kể lại chi tiết trong quyển A Private Battle, do chính vợ ông viết, lấy từ những ghi chép ông bí mật để lại cho mục đích đó. Ông được chôn cất tại Nghĩa trang Ridgebury ở phía bắc Ridgefield, Connecticut.
Suốt nhiều năm liền, biên tập viên của Ryan tại Simon & Schuster là Peter Schwed với sự hỗ trợ của Michael Korda. Quản lý bản quyền tác giả của Ryan là Paul Gitlin.

## Tác phẩm
- 1946. – Star-Spangled Mikado (Mikado ngôi sao hoàng kim). – with Frank Kelley. – New York City:: R.M. McBride. OCLC 1142015
- 1950. – MacArthur: Man of Action (MacArthur – Con người hành động). – with Frank Kelley. – Garden City, New York: Doubleday. – OCLC: 1516843
- 1957. – One Minute to Ditch! (Khoảnh khắc Boeing 377 đáp xuống mặt nước). – New York: Ballantine Books. – OCLC 24116050
- 1959. – The Longest Day: ngày 6 tháng 6 năm 1944 D-Day (Ngày dài nhất D-Day). – Greenwich, Connecticut: Fawcett Publications. ISBN 0-671-62228-5
- 1966. – The Last Battle (Trận chiến cuối cùng). – New York City: Simon & Schuster/New English Library (1979) – ISBN 0-450-04433-5. Simon & Schuster; Reprint edition (1995) – ISBN 0684803291
- 1974. – A Bridge Too Far (Cây cầu quá xa). – New York City: Simon & Schuster. – ISBN 0-671-21792-5
- 1979. – A Private Battle (Cuộc chiến riêng tư). – Posthumously with Kathryn Morgan Ryan. – New York City:: Simon & Schuster. – ISBN 0-671-22594-4